# L'Oiseau d'or
Pour l’article homonyme, voir L'Oiseau d'or (bande dessinée).

L'Oiseau d'or (en allemand : Der goldene Vogel) est un conte populaire allemand qui figure parmi ceux recueillis par les frères Grimm dans le premier volume de Contes de l'enfance et du foyer (Kinder- und Hausmärchen, 1812, no KHM 57). Il est voisin du conte russe intitulé Ivan Tsarévitch, l'Oiseau de feu et le Loup gris. On en connaît une version bretonne fort proche, Le Merle d'or, recueillie à la fin du XIXe siècle par Paul Sébillot.
Le conte met en scène un jeune homme, troisième fils d'un roi, qui part à la recherche d'un oiseau d'or et à qui un renard — ou un lièvre, selon la version bretonne — vient en aide.

## Versions
Le conte vient principalement de Hesse, mais est en fait la combinaison de différents récits, dont l'un recueilli à Paderborn (Rhénanie-du-Nord-Westphalie). Une autre version, en français, figure dans Littérature orale de la Haute-Bretagne (1881), de Paul Sébillot, sous le titre Le Merle d'or, version reprise en anglais, sous le titre The Golden Blackbird, dans le recueil d'Andrew Lang, The Green Fairy Book (1892).

## Résumé (version Grimm)
Un roi possède en son jardin un arbre qui produit des pommes d'or. Un jour, il s'aperçoit qu'il en manque une et décide d'envoyer l'aîné de ses trois fils monter la garde durant la nuit auprès de l'arbre. À minuit, le fils s'endort et, le lendemain, une pomme manque à nouveau. Le roi charge le deuxième de ses fils de faire le guet. Lui aussi s'endort à minuit et, le jour suivant, une autre pomme a disparu. Le roi confie la même mission au cadet et, tandis qu'il veille, celui-ci voit au clair de lune un oiseau au plumage brillant comme de l'or qui vient voler l'un des fruits. Le jeune homme décoche une flèche vers l'oiseau mais ne parvient qu'à faire tomber une de ses plumes. Il raconte par la suite ce qui s'est passé à son père et lui montre la plume. Le roi réunit ses conseillers, qui lui disent que la plume doit valoir plus que son royaume tout entier, et le roi, dès lors, veut faire capturer l'oiseau.
L'aîné des fils se met en quête de l'oiseau et croise un renard. Il s'apprête à le tuer, mais l'animal le supplie de l'épargner ; en échange, il lui donnera un bon conseil. Il lui dit que, sur sa route, le jeune homme va trouver deux auberges, l'une animée et joyeuse et l'autre d'un aspect plus austère, et c'est dans cette dernière qu'il doit entrer. Sans l'écouter davantage, le jeune homme tire, mais le renard parvient à s'échapper. Le fils aîné du roi continue sa route et arrive devant deux auberges, l'une joyeuse, l'autre sinistre. Se moquant du conseil du renard, il entre dans la première… Le même épisode se reproduit avec le second fils. Comme ses frères ne reviennent pas, le cadet insiste auprès de son père pour que lui soit confiée la même mission. Il rencontre le renard, qui lui tient le même discours. À la différence de ses frères, le troisième fils ne tire pas sur l'animal. Celui-ci, alors, l'invite à monter sur sa queue et, en moins de deux, ils arrivent au village. Le jeune homme suit le conseil et entre dans l'auberge à l'allure misérable, où il passe la nuit.

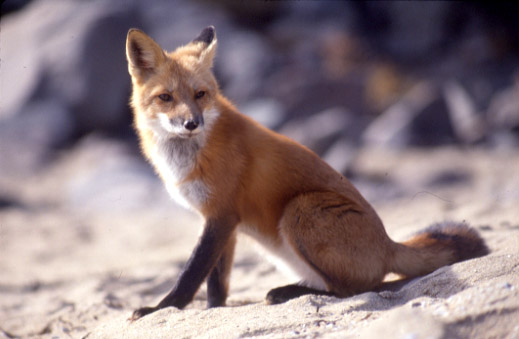
Un renard. Dans la version de ce conte rapportée par les frères Grimm, il est un personnage omniscient et fidèle…

Le lendemain, dans un champ, le garçon retrouve le renard, qui lui dit de se rendre dans un château, rempli de soldats, mais qui tous seront endormis. Le jeune homme doit aller dans une pièce où il verra un oiseau d'or dans une cage de bois. À côté se trouve également une cage d'or, mais le renard insiste sur le fait qu'il ne faut pas y mettre l'oiseau. Le renard emmène le jeune homme au château en le portant sur sa queue. Au château, le fils du roi trouve l'oiseau d'or dans la cage de bois et les trois pommes volées. Il voit aussi la cage d'or et, en dépit de l'avertissement du renard, y met l'oiseau, lequel se met à crier et réveille tous les soldats. Le jeune homme est mis en prison, puis jugé : à moins qu'il ne trouve un cheval d'or plus rapide que le vent, il mourra. Le renard, alors, apparaît à nouveau et dit au jeune homme de se rendre dans l'écurie d'un château où il verra des palefreniers endormis. Une mauvaise selle et une selle d'or se trouvent à côté du cheval : il faut lui mettre la première et surtout pas la seconde. Ils arrivent au château. Le jeune homme trouve le cheval dans l'écurie, mais lui met malgré tout la selle d'or sur le dos. Le cheval hennit, les palefreniers se réveillent et le jeune homme se retrouve en prison. La mort lui sera épargnée et il pourra conserver le cheval s'il réussit à ramener la belle princesse du château d'or. Le renard providentiel réapparaît et, une fois de plus, vient en aide jeune homme. Celui-ci doit surprendre la fille du roi au moment où elle se rend au bain et lui donner un baiser ; il faut alors l'emmener aussitôt sans la laisser dire adieu à ses parents. Tout se passe comme prévu, si ce n'est qu'au dernier moment, le jeune homme cède aux suppliques de la jeune fille. Quand elle s'approche du lit du roi, celui-ci se réveille, et le jeune homme, encore une fois, est jeté en prison. S'il veut garder la vie sauve, et aussi pouvoir emmener la princesse, il doit, au bout de huit jours, avoir déplacé une montagne qui se trouve devant les fenêtres du roi et qui lui gâche la vue. Le septième jour, le travail n'a guère avancé, et le renard revient et se propose d'achever le travail. Le huitième jour, la montagne a disparu. Le jeune homme peut emmener la fille du roi.
Le fidèle renard conseille au jeune homme d'amener la princesse au roi qui l'a conduit au château d'or. Il sera fêté et on lui donnera le cheval d'or, mais il doit aussitôt monter sur le cheval et partir après avoir saisi la jeune fille. Tout se passe bien. Grâce au renard, le jeune homme réussit également à s'emparer de l'oiseau d'or. Au moment où le fils du roi s'apprête à revenir chez son père avec ses trésors, le renard lui demande une récompense : il veut que le jeune homme l'emmène dans la forêt et, là, le tue et lui coupe ensuite la tête et les pattes. Le renard lui recommande encore, avant de s'éclipser, de ne pas acheter de gibier de potence et de ne pas s'asseoir sur la margelle d'un puits. Le jeune homme arrive en compagnie de la belle princesse dans le village où ses deux frères étaient restés.
Là, il apprend que deux hommes vont être pendus. Voyant qu'il s'agit de ses frères, il paye pour obtenir leur libération. Accompagné de ceux-ci, il arrive dans une forêt, où ils décident de se reposer. Il y a là un puits, sur le bord duquel le jeune homme s'assoit sans réfléchir. Ses deux frères, alors, se précipitent pour le pousser, et il tombe au fond du puits. Les deux gredins prennent le cheval, l'oiseau et la princesse, et s'en vont retrouver leur père. Cependant, le cheval ne mange pas, l'oiseau ne chante plus et la princesse ne peut s'empêcher de pleurer. Au fond du puits, le jeune homme est heureusement indemne. Comme il lui est impossible de remonter seul à la surface, le renard le rejoint et, bien que déçu qu'on n'ait pas tenu compte de son avertissement, l'animal l'aide une fois de plus à sortir de ce mauvais pas. Il l'avertit aussi que les deux frères malveillants ont posté des gardes dans la forêt, et que s'ils le voient, ils le tueront. Le jeune homme échange alors ses vêtements contre ceux d'un pauvre hère rencontré au bord de la route et, ainsi déguisé, s'en revient chez son père. Sentant sa présence, l'oiseau se remet à chanter, le cheval à manger, et la princesse, sans comprendre pourquoi, cesse ses pleurs, et se sent comme si son véritable fiancé était arrivé. Elle raconte au roi ce qui s'est passé et, quand le jeune homme vêtu de haillons apparaît, aussitôt, elle le reconnaît et l'embrasse. On se saisit alors des deux méchants et on les exécute. Le roi fait du seul fils qui lui reste son héritier, et celui-ci épouse la princesse.
Plus tard, tandis que le fils du roi est revenu dans la forêt, le renard lui apparaît une dernière fois. Il lui demande de le délivrer. Pour lui plaire, le prince tue l'animal, puis lui coupe la tête et les pattes. Alors, le renard se change en homme : c'est en fait le frère de la princesse, à qui l'on avait fait subir un mauvais sort, dont il vient à présent, enfin, d'être libéré.

## Variantes
Dans la version originaire de Paderborn, ainsi que dans la version de Sébillot, les garçons sont envoyés à la recherche de l'oiseau parce que leur père, malade, a besoin de celui-ci pour guérir. Dans Sébillot / Lang, le rôle du renard est par ailleurs tenu par un lièvre.

## Classification
Dans la classification des contes-types Aarne-Thompson-Uther, L'Oiseau d'or est rangé dans les contes de type AT 550, Bird, Horse and Princess (« L'Oiseau, le Cheval et la Princesse »), précédemment dénommé Search for the Golden Bird (« À la recherche de l'Oiseau d'or »).

## Parallèles dans d'autres contes de Grimm
Le conte est apparenté à La Boule de cristal (KHM 197) et à L'Eau de la vie (KHM 97).
Des pommes jouent également un rôle dans Le Serpent blanc (KHM 17), Le Conte du genévrier (KHM 47) et Blanche-Neige (KHM 53).
Le fait de monter la garde près d'un trésor apparaît également dans Le Petit Gnome (KHM 91) et La Lumière bleue (KHM 116).
Minuit est une heure où, souvent dans les contes, des choses horribles ou magiques se produisent. Dans Conte de celui qui s'en alla pour connaître la peur (KHM 4), c'est à minuit que le jeune homme est éveillé par le sacristain qui projette de l'effrayer et, plus tard, à minuit aussi que les premières créatures apparaissent dans le château ensorcelé ; Sœurette, devenue reine, ne peut voir son enfant qu'aux alentours de minuit dans l'une des versions de Frérot et Sœurette (KHM 11) ; à la même heure, le géant fracasse le lit où il pense que le tailleur dort dans Le Vaillant Petit Tailleur (KHM 20) ; dans Cendrillon (KHM 21), de même que dans La Maison dans la forêt (KHM 169), minuit est l'heure où l'enchantement est rompu ; à minuit, le garçon trouve le géant dans Le Parfait Chasseur (KHM 111) ; à minuit, les diables jouent à un jeu de hasard dans Le Prince qui n'avait peur de rien (KHM 121) ; à minuit, le dragon rentre chez lui dans Le Diable et sa grand-mère (KHM 125) ; également à minuit, la fillette change d'apparence dans La Gardeuse d'oies à la fontaine (KHM 179)…
L'animal qui vient en aide est également un motif récurrent dans les contes, notamment ceux recueillis par les frères Grimm :
- une abeille dans La Reine des abeilles (KHM 62) et Les Deux Compagnons de route (KHM 107) ;
- un canard dans ces deux mêmes contes ;
- un chat dans Les Trois Enfants-gâtés de la fortune (KHM 70) et Le Pauvre Garçon menuisier et la Petite Chatte (KHM 106) ;
- un cheval dans La Gardeuse d'oies (KHM 89) et un cheval blanc dans Fernand-Loyal et Fernand-Déloyal (KHM 126) ;
- une chèvre dans Un-Œil, Double-Œil et Triple-Œil (KHM 130) ;
- un chien dans Les Trois Langages (KHM 33) et Le Vieux Sultan (KHM 48) ;
- une cigogne dans Les Deux Compagnons de route ;
- un coq dans Les Trois Enfants-gâtés de la fortune ;
- un corbeau dans Le Bouffron (KHM 61) et trois corbeaux dans Le Fidèle Jean (KHM 6) ;
- un crapaud dans Les Trois Plumes (KHM 63) et Le Fourneau (KHM 127) ;
- des fourmis dans La Reine des abeilles ;
- un lièvre dans Les Deux Frères (KHM 60) ;
- un lion dans Les Deux Frères, Les Douze Chasseurs (KHM 67) et Le Prince qui n'avait peur de rien (KHM 121) ;
- un loup dans Les Deux Frères ;
- un oiseau dans Cendrillon (KHM 21), Les Trois Langages et Le Fiancé brigand (KHM 40) ;
- un ours dans Les Deux Frères ;
- des pigeons dans Cendrillon, Les Trois Langages et La Vieille dans la forêt (KHM 123) ;
- un poisson dans Le Pêcheur et sa femme (KHM 19), Les Enfants d'or (KHM 85), Fernand-Loyal et Fernand-Déloyal et L'Ouistiti (KHM 191) ;
- un poulain dans Les Deux Compagnons de route ;
- un renard dans Les Deux Frères et L'Ouistiti ;
- un serpent dans Les Trois Feuilles du serpent (KHM 16).

On peut trouver des comparaisons au rôle joué dans ce conte par le renard dans Hurleburlebutz (KHM 66a, abandonné dans la deuxième édition du 1er volume de contes des frères Grimm), Les Deux Frères (KHM 60) et L'Ouistiti (KHM 191).
L'adieu aux parents de la mariée figure dans Roland le Bien-aimé (KHM 56), La Fauvette-qui-saute-et-qui-chante (KHM 88), Le Fourneau (KHM 127), La Véritable Fiancée (KHM 186) et Le Tambour (KHM 193).
Deux frères malveillants apparaissent dans L'Os chanteur (KHM 28), La Reine des abeilles (KHM 62), Les Trois Plumes (KHM 63) et Les Deux Compagnons de route (KHM 107).
Le puits apparaît dans de nombreux contes, par exemple Dame Holle (KHM 24) et Les Souliers usés au bal (KHM 133).
Les métamorphoses sont des phénomènes très courants dans les contes. Par exemple, dans Frérot et Sœurette (KHM 11), le jeune frère se retrouve métamorphosé en chevreuil.
Également dans Le Roi Grenouille ou Henri de Fer (KHM 1), du moins dans sa version la plus ancienne, un animal redevient un être humain après avoir subi un acte de violence, en l'occurrence après avoir été lancé contre un mur.
Le fait d'ôter une peau d'animal intervient également dans Peau d'âne (KHM 65), La Fauvette-qui-saute-et-qui-chante, Hans-mon-hérisson (KHM 108) et Blanche-Neige et Rose-Rouge (KHM 161). Voir aussi La Princesse-Grenouille pour une version russe.

## Origines anciennes de certains motifs
Des pommes interviennent dans de nombreux récits mythiques, par exemple les pommes d'or du jardin des Hespérides, les pommes de la jeunesse d'Idunn, ou encore la pomme croquée par Ève dans la Genèse (Genèse 3 ; le fruit défendu est traditionnellement une pomme, bien que cela ne soit pas précisé dans le récit biblique).
L'arbre et l'oiseau font penser aux mythes antiques de l'arbre de vie et du phénix. Voir aussi Le Conte du genévrier (KHM 47).
Le puits peut se voir comme un symbole de l'au-delà. Le fait que le personnage principal est poussé par ses frères dans un puits rappelle l'histoire de Joseph dans l'Ancien Testament (Genèse 37, 24). Sa libération du puits peut se comparer à l'histoire de Gog et Magog selon Montevilla, à celle d'Aristomène selon Pausanias, ou de Sinbad dans Les Mille et Une Nuits.
Le retour chez son père du « héros » vêtu de haillons fait songer au retour à Ithaque d'Ulysse, dans l'Odyssée (Chant XIII et sv.).

## Sources
- (nl) Cet article est partiellement ou en totalité issu de l’article de Wikipédia en néerlandais intitulé « De gouden vogel » (voir la liste des auteurs).